# Adrianus Antonie Henri Willem König

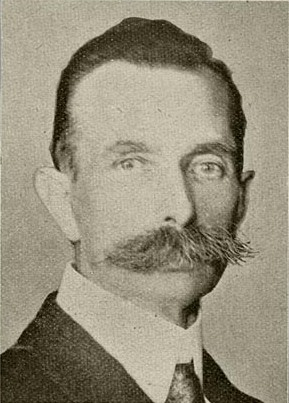
Adrianus Antonie Henri Willem König

Adrianus Antonie Henri Willem König (* 13. Februar 1867 in Maastricht, Provinz Limburg; † 6. Februar 1944 in Den Haag) war ein niederländischer Wasserbauingenieur und Politiker der Römisch-Katholischen Staatspartei RKSP (Roomsch-Katholieke Staatspartij), der unter anderem von 1918 bis 1922 Minister für Wasserwirtschaft im Kabinett Ruijs de Beerenbrouck I war, wobei sein Versuch, ein Elektrizitätsgesetz (Electriciteitswet) durchzusetzen, scheiterte. Nach seiner Amtszeit wurde er 1923 Generaldirektor des staatlichen Postamtes PTT (Posterijen, Telefonie en Telegrafie), schied jedoch bereits 1924 nach schwerwiegenden Verwaltungsproblemen aus. Anschließend wurde er Direktor von Wasserbehörden.

## Leben
Adrianus Antonie Henri Willem König arbeitete als Ingenieur unter anderem bei den Wasserbehörden in Westbrabant und Limburg. Danach hatte er sich vom Ingenieur-Aspirant in Den Haag zum Ingenieur Dritter Klasse in Zutphen und zum Ingenieur zweiter Klasse in Roermond hochgearbeitet. Er arbeitete von 1906 bis 1911 als Ingenieur Erster Klasse bei der Abteilung Rijkswaterstaat in Gorinchem. In dieser Zeit entwarf er unter anderem das Haus „In den Blowen Hoet“ in Gorinchem als offizielle Residenz für den Brückenwärter und Schleusenwärter. Am 1. Mai 1915 wurde er Chefingenieur und Direktor Zweiter Klasse der achten Direktion der Rijkswaterstaat in Maastricht, die für die Provinz Limburg zuständig war, und bekleidete dieses Amt bis zum 9. September 1918.
Am 9. September 1918 wurde König als Minister für Wasserwirtschaft (Minister van Waterstaat) in das Kabinett Ruijs de Beerenbrouck I berufen und bekleidete dieses Ministeramt bis zum Ende der ersten Amtszeit von Ministerpräsident Charles Ruijs de Beerenbrouck am 18. September 1922. Zugleich fungierte er zwischen dem 9. September 1918 und dem 18. September 1922 auch als Sekretär des Kabinetts (Secretaris van de ministerraad). 1920 lehnte die Zweite Kammer der Generalstaaten (Tweede Kamer der Staten-Generaal) mit 37 zu 19 Stimmen den von ihm und Finanzminister Simon de Vries Czn. vertretenen Gesetzentwurf ab, der den Postscheck- und Girodienst als staatliches Unternehmen etablieren wollte. Sein Gesetzentwurf zur Stromversorgung schaffte es nicht in die artikelweise Behandlung. Dieser Vorschlag zielte auf die Schaffung eines nationalen Stromnetzes ab, was zum Verschwinden kommunaler Elektrizitätsunternehmen führen würde. Im März 1921 nahm die Zweite Kammer mit 47 zu 38 Stimmen einen Antrag der Abgeordneten Eltjo van Beresteyn und Henri Marchant an und forderte eine erneute Prüfung des Gesetzentwurfs. Anschließend zog er den Vorschlag zurück, woraufhin er eine staatliche Kommission einrichtete, um das Problem zu untersuchen. 1921 brachte er zusammen mit Minister De Vries das Gesetz über den Postscheck- und Girodienst (Postcheque- en Girodienstwet) erneut auf den Weg. Dieses Gesetz sah vor, dass Ein- und Auszahlungen von Ersparnissen bei Postämtern erfolgen konnten und dass diese Ersparnisse verzinst wurden. 1921 kam es zur Verabschiedung eines Gesetzes zur Genehmigung einer Vereinbarung zwischen dem Staat und den beiden kooperierenden Eisenbahnunternehmen. Damit erlangte der Staat eine Mehrheitsbeteiligung an der privaten Eisenbahngesellschaft. 1922 lehnte die Erste Kammer der Generalstaaten (Eerste Kamer der Staten-Generaal) eine von ihm vorgeschlagene Haushaltsänderung ab, um Verbesserungen am Außenhafen von Scheveningen zu ermöglichen. 1922 wurde schließlich noch ein Gesetz zur Änderung des Eisenbahngesetzes (Spoorwegwet) verabschiedet, das die obligatorische Bewachung aller Bahnübergänge abschaffte. An weniger stark frequentierten Kreuzungen mit ausreichender Sicht sollte darauf verzichtet werden.
1922 kandidierte A. A. H. W. König auf dem achten Platz der Liste der Römisch-Katholischen Staatspartei RKSP (Roomsch-Katholieke Staatspartij) im Wahlkreis Maastricht für ein Mandat in der Zweiten Kammer, verpasste aber den Einzug in diese Kammer des Parlaments. Er wurde zudem auch nicht in das Kabinett Ruijs de Beerenbrouck II berufen, da nunmehr Gerardus Jacobus van Swaaij das Amt des Ministers für Wasserwirtschaft übernahm. Er selbst übernahm am 1. Mai 1923 den Posten als Generaldirektor des staatlichen Postamtes PTT (Posterijen, Telefonie en Telegrafie) und bekleidete dieses bis zum 1. April 1924 als seine Tätigkeit als Generaldirektor der PTT aufgrund schwerwiegender Verwaltungsprobleme beim Postscheck- und Girodienst endete, die zur vorübergehenden Schließung des Dienstes geführt hatten. Daraufhin war er zwischen dem 1. April 1924 und dem 1. Juni 1928 Chefingenieur und Direktor der für die wichtigsten Flüsse (Grote Rivieren) zuständigen Direktion der Wasserbehörde für die Provinz Zuid-Holland und die Provinz Utrecht in Den Haag sowie im Anschluss vom 1. Juni 1928 bis zum 1. September 1933 Chefingenieur und Direktor der Wasserbaubehörde in Limburg. Er war zudem zwischen dem 1. Januar 1929 und 1938 Mitglied der Staatlichen Kommission für die Gesetzgebung im Bereich Wasserbau und wurde ferner am 31. Januar 1929 Mitglied des Verwaltungsgremiums des Gefängnisses von Maastricht.

## Weblink
- Ir. A.A.H.W. König. In: Parlement & Politiek. Abgerufen am 30. Dezember 2023 (niederländisch).